# Nogent-le-Rotrou
Nogent-le-Rotrou je francouzské město v departementu Eure-et-Loir v regionu Centre-Val de Loire. V roce 2009 zde žilo 11 121 obyvatel. Je centrem arrondissementu Nogent-le-Rotrou.